# The Fabled City
The Fabled City è il secondo album in studio del cantautore The Nightwatchman, alter ego dello statunitense Tom Morello. Il disco è stato pubblicato nel 2008.

## Tracce
1. The Fabled City – 3:10
2. Whatever It Takes – 4:11
3. The King of Hell – 3:14
4. Night Falls – 3:48
5. The Lights Are On in Spidertown – 3:21
6. Midnight in the City of Destruction – 4:53
7. Saint Isabelle – 3:31
8. Lazarus On Down (featuring Serj Tankian) – 3:34
9. Gone Like Rain – 3:39
10. The Iron Wheel (featuring Shooter Jennings) – 2:40
11. Rise to Power – 3:57
12. Facing Mount Kenya (iTunes Bonus Track) – 4:08
13. Shake My Shit (featuring Perry Farrell) (iTunes Bonus Track) – 3:46